# (34029) 2000 OX25
2000 OX25 (asteroide 34029) é um asteroide da cintura principal. Possui uma excentricidade de 0.00228150 e uma inclinação de 6.07602º.
Este asteroide foi descoberto no dia 23 de julho de 2000 por LINEAR em Socorro.